# Беркнер
Остров Беркнер или возвышенность Беркнер — высокий ледяной остров в Антарктиде, примерно 320 км в длину и 135 км в ширину, покоящийся на твердом основании — подводном возвышении моря Уэдделла. Остров может считаться обширной отмелью, покрытой ледяными куполами, потому как его подлёдный рельеф находится ниже уровня моря.

## География

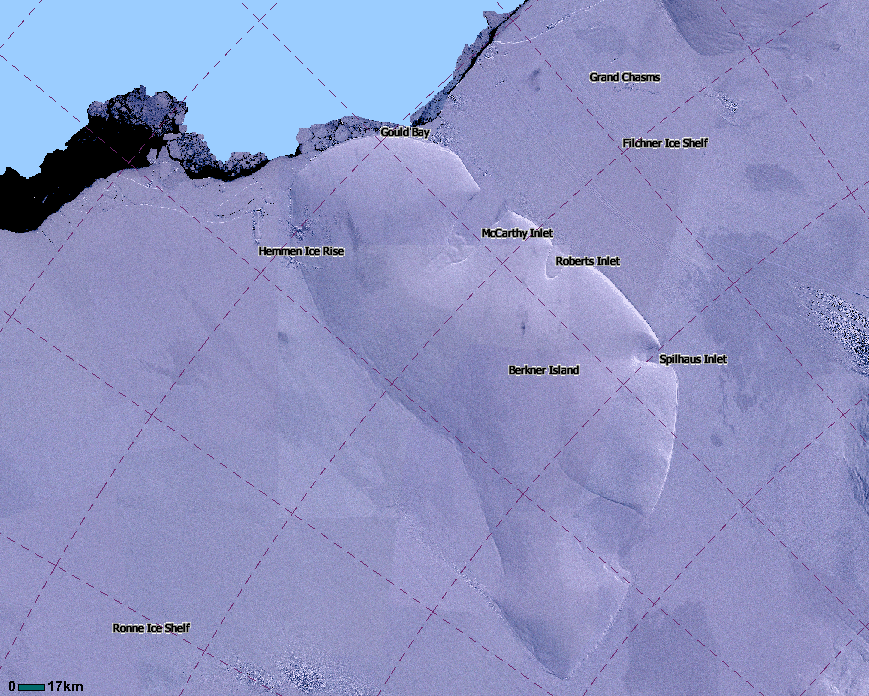
Спутниковый снимок Беркнера с наименованиями рельефа.

Имеет площадь 43 873,1 км². Это второй по площади остров в Антарктике после Земли Александра I и согласно современным данным — по своей площади это крупнейший в мире ледниковый остров. Если считать Беркнер обычным островом, то он является самым южным из крупных островов на Земле, хотя обычно это звание приписывают острову Росса. Тем не менее, в отличие от острова Росса, до Беркнера нельзя добраться морем, поскольку он полностью окружён и покрыт шельфовыми ледниками. Самая северная точка острова находится всего в 17 км от открытого моря.
Наивысшая точка на острове 869 м (по другим источникам, 975 м). По острову Беркнер проходит граница между шельфовыми ледниками Фильхнера на востоке и Ронне на западе. На острове два куполообразных поднятия, Рейнвартхёх на севере (698 м), 78°19′ ю. ш. 46°20′ з. д., и Тиссенхёх на юге (869 м), 79°34′ ю. ш. 45°42′ з. д.. Части ледяного острова, которые вдаются в окружающий ледник, формируют регионы с повышенным уровнем льда относительно окружающего ледника. Сформированные таким образом заливоподобные части рельефа получили названия бухт. Три бухты на восточной стороне, перечислены с севера на юг: бухта Маккартни, бухта Робертса и бухта Спилхаус. Еще одна бухта Гулд находится на северной стороне. Остров Беркнер удалён от материка расстоянием примерно 150 км.
Расположен в секторе территориальных претензий Аргентины. Служит местом гнездования крупной колонии императорских пингвинов.

## История
Остров Беркнер открыт участниками американской экспедиции в рамках программы Международный геофизический год (США-МГГ), возглавляемой капитаном Ф. Ронне, который в октябре 1957 совершил рекогносцировочный полет к юго-западу от базы Элсуорт и обнаружил значительное куполообразное поднятие, полностью покрытое льдом.
С 1990 остров Беркнер стал отправной точкой для ряда продолжительных полярных экспедиций.